# Estación de Linarejos-Pedroso
Linarejos-Pedroso es una estación ferroviaria situada en el municipio español de Manzanal de Arriba entre los pueblos de Linarejos y Pedroso, la provincia de Zamora, comunidad autónoma de Castilla y León. Cuenta con servicios de Media Distancia operados por Renfe.

## Situación ferroviaria
La estación se encuentra en el punto kilométrico 88,432 de la línea férrea de ancho ibérico que une Zamora con La Coruña a 965 metros de altitud, entre las estaciones de San Pedro de las Herrerías y Puebla de Sanabria. El tramo es de vía única y está sin electrificar. 

## Historia
La voluntad de unir Madrid, vía Medina del Campo con Vigo por el camino más corto posible es antigua y apareció plasmada en algunos anteproyectos como el de 1864. Sin embargo, el mismo descartaba dicha posibilidad al considerar que suponía "dificultades enormísimas" que superaban incluso "los de la bajada del puerto de Pajares en el ferrocarril de Asturias". Es por ello, que la estación no fue inaugurada hasta el 24 de septiembre de 1952 con la puesta en marcha del tramo Zamora – Puebla de Sanabria de la línea Zamora-La Coruña vía Orense. Su explotación inicial quedó a cargo de RENFE cuyo nacimiento se había producido en 1941. 
El 22 de mayo de 2004, dos trenes Talgo chocaron en la estación causando heridas de diversa consideración a 20 personas.
En el 2011 sus andenes fueron elevados y remodelados.

## La estación
Como muchas de las estaciones de este tramo, Linarejos-Pedroso es una clara muestra de arquitectura de montaña realizado con grandes sillares de piedra dándole un aspecto muy rústico. El edificio para viajeros cuenta con dos pisos y tejados de pizarra de varias vertientes y llamativas chimeneas. El edificio principal está completado por un anexo de menor altura. Posee un andén lateral y otro central de buena anchura aunque sin protección al que acceden tres vías. Una cuarta vía da servicio a un muelle de carga. Los cambios de andén se realizan a nivel.

## Servicios ferroviarios

### Media Distancia
Renfe presta servicios de Media Distancia gracias sus trenes Regional Exprés en el trayecto que une Valladolid con Puebla de Sanabria.
| Línea MD | Servicio        | Origen/Destino          | Paradas intermedias | Destino/Origen     |
| -------- | --------------- | ----------------------- | --- | ------------------ |
| 18       | Regional Exprés | Valladolid-Campo Grande | Viana de Cega · Valdestillas · Matapozuelos · Pozaldez · Medina del Campo · Nava del Rey · Toro · Zamora · Carbajales de Alba · Ferreruela de Tábara · Abejera · Sarracín de Aliste · Cabañas de Aliste · Linarejos-Pedroso | Puebla de Sanabria |